# 捷尔金农村居民点
捷尔金农村居民点（俄语：Теркинское сельское поселение）是俄罗斯联邦伏尔加格勒州绥拉菲摩维奇区所属的一个农村居民点。其下辖有8个居民点，行政中心为捷尔金。据2016年统计，该农村居民点的人口为1061人。